# Дефор, Дон
Дон Дефор (англ. Don DeFore), полное имя — Дональд Джон Дефор (англ. Donald John DeFore; 25 августа 1913 года — 22 декабря 1993 года) — американский актёр, более всего известный ролями в кино в 1940—1950-х годах и на телевидении в 1960-х годах.
Наиболее значимыми картинами актёра стали романтическая комедия «Зверь мужского пола» (1942), военная мелодрама «Ты пришёл» (1945), романтическая комедия «Безоговорочно» (1946), вестерн «Шомпол» (1947), музыкально-романтические комедии «Это случилось на Пятой авеню» (1947) и «Роман в открытом море» (1948), романтическая комедия «Моя подруга Ирма» (1949), фильмы нуар «Слишком поздно для слёз» (1949) и «Тёмный город» (1950), военная мелодрама «Время любить и время умирать» (1958).
Американской публике более всего известен по многолетней игре в классических ситкомах «Приключения Оззи и Харриет» (1952—1957) и «Хэйзел» (1961—1965).

## Ранние годы
Родился в Сидар-Рапидс (штат Айова) в семье железнодорожного инженера, бывшего также профсоюзным активистом, в семье было семеро детей. Впервые начал выходить на сцену с церковных спектаклях, которые ставила его мать.
После окончания средней школы в Сидар-Рапидс поступил в Университет Айовы, где в течение года изучал право. Первоначально подавал надежды в баскетболе, лёгкой атлетике и бейсболе, но вскоре увлёкся театром. Поскольку актёрское мастерство не входило в университетскую программу, ушёл из университета и получил трёхлетнюю стипендию на учёбу в драматической школе Театра Пасадены.
Во время учёбы в Пасадене вместе с четырьмя коллегами-студентами написал пьесу под названием «Куда мы отправимся отсюда», которая была показана в небольшом театре в Голливуде, и играл в ней одну из ролей. Увидев спектакль, известный театральный продюсер Оскар Хаммерстайн II, предложил показать его на Бродвее, и Дефор вместе с пятью другими актёрами отправился в Нью-Йорк. В 1938 году спектакль шёл на Бродвее в течение четырёх недель, что обеспечило признание как драматического актёра.
Вскоре после дебюта сыграл на Бродвее значимые роли ещё в двух спектаклях — «Сталь» (1939) и «Зверь мужского пола» (1940). Поворотным моментом в карьере стало участие в спектакле «Зверь мужского пола», в которой он играл тупоголового игрока университетской футбольной команды. Спектакль, премьера которого состоялась 9 января 1940 года, выдержал 243 представления. После почти годичного проката на Бродвее спектакль ещё восемь месяцев гастролировал по стране.
Когда студия «Уорнер бразерс» сделала по пьесе фильм «Зверь мужского пола» (1942), сыграл в нём ту же роль, что и в театре, а позднее сыграл более значимую роль в ремейке той же пьесы 1952 года под названием «Она учится в колледже».

## Карьера в кино
Начал сниматься в кино в 1936 году, впервые появившись на экране в эпизодической роли в комедии «Воссоединение» (1936). Вслед за этим он сыграл небольшие роли (без упоминания в титрах) в боксёрской криминальной драме Майкла Кёртиса «Кид Галахад» (1937), экшн-драме Ллойда Бэкона «Подводная лодка D1» (1937) и комедии Уильяма Кили «Брат крыса» (1938).
После некоторого перерыва, связанного с работой на Бродвее, в 1941 году вернулся в Голливуд, сыграв одну из главных ролей полицейского в криминальной комедии «Мы едем быстро» (1941), за которой последовала роль университетского футболиста в романтической комедии «Зверь мужского пола» (1942) с Генри Фондой и Оливией де Хэвилленд в главных ролях. Вслед за этим он сыграл небольшие роли в мелодраме военного времени режиссёра Ллойда Бэкона «Крылья сокола» (1942) с Энн Шеридан, криминальной мелодраме «Нельзя сбежать навеки» (1942) с Джорджем Брентом, семейной комедии «Человеческая комедия» (1943) с Микки Руни, военной мелодраме Виктора Флеминга «Парень по имени Джо» (1943) со Спенсером Трейси, Айрин Данн и Вэном Джонсоном.
В 1944 году исполнил более значимую роль лейтенанта ВВС в военной драме Мервина Ле Роя «Тридцать секунд над Токио» (1944) со Спенсером Трейси и Вэном Джонсоном, а год спустя в комедии «Интриги Сьюзен» (1945) он сыграл роль промышленника и одного из отвергнутых женихов главной героини, бродвейской актрисы (Джоан Фонтейн), роли других женихов исполнили Джордж Брент и Деннис О’Киф. В том же году в мелодраме Джона Фэрроу «Ты пришёл» (1945) с Робертом Каммингсом и Лизабет Скотт он исполнил роль капитана ВВС, соратника и лучшего друга главного героя, а в музыкальной комедии «Клуб «Аист»» (1945) с Бетти Хаттон сыграл возлюбленного героини, барабанщика в клубном оркестре, который возвращается с фронта.
В 1946 году в романтической комедии Мервина ЛеРоя «Безоговорочно» (1946) сыграл лейтенанта морской пехоты, сослуживца и лучшего друга главного героя (Джон Уэйн), который во время путешествия в поезде знакомится с известной писательницей (Клодетт Кольбер). Год спустя последовала романтическая музыкальная комедия Роя Дель Рута «Это случилось на Пятой авеню» (1947), где Дефор представл в образе бездомного ветерана войны, который вместе с группой нью-йоркских бомжей проникает и обживает квартиру мультимиллионера, и в которого влюбляется дочь миллионера. В том же году в вестерне Андре Де Тота «Шомпол» (1947) с участием и Вероники Лейк сыграл роль подручного управляющего ранчо (Джоэл МакКри), которому он беззаветно предан и готов отстаивать его интересы в борьбе с конкурентами, не особенно беспокоясь о соблюдении закона.
Музыкальная комедия Майкла Кёртиса «Роман в открытом море» (1948) рассказывает о супругах (Дон Дефор и Дженис Пейдж), которые подозревают друг друга в неверности. Чтобы проверить верность жены, герой Дефора отправляет в её в круиз, тайно посылая следить за ней частного детектива (Джек Карсон). В свою очередь жена остаётся дома, чтобы следить за мужем, направляя вместо себя в круиз свою подругу, певицу варьете (Дорис Дэй). В романтической комедии Джорджа Маршалла «Моя подруга Ирма» (1949) сыграл миллионера, которого рассчитывает женить на себе лучшая подруга главной героини, но она меняет свои планы ради подающего надежды эстрадного певца (Дин Мартин). Это был первый фильм с участием знаменитого кинематографического дуэта Дина Мартина и Джерри Льюиса.
На рубеже 1940-х и 1950-х годов сыграл значимые роли в трёх фильмах нуар. В фильме Байрона Хэскина «Слишком поздно для слёз» (1949) сыграл роль армейского товарища исчезнувшего мужа (Артур Кеннеди), которого убила жена (Лизабет Скотт) вместе со своим сообщником (Дэн Дьюриа). Однако герой Дефора вместе с сестрой мужа (Кристин Миллер) начинает собственное расследование, в итоге раскрывая преступление. В фильме нуар Уильяма Дитерле «Тёмный город» (1950) сыграл небольшую роль ветерана ВВС и мелкого коммерсанта, из которого группа шулеров вытягивает все личные и общественные деньги, тем самым доводя его до самоубийства. Главные роли в фильме исполнили Чарльтон Хестон как владелец подпольного казино и Лизабет Скотт в качестве влюблённой в него певицы ночного клуба. Фильм нуар Бориса Ингстера «Саутсайд 1-1000» (1950) был выполнен в полу-документальном стиле и рассказывал об охоте правительственных агентов на банду фальшивомонетчиков. Сыграл в этом фильме главную роль правительственного агента, который под прикрытием внедряется в банду с целью её разоблачения.
В первой половине 1950-х годов играл в таких фильмах, таких как спортивная мелодрама «Парень, который вернулся» (1951), где его персонаж попытался ухаживать за женой главного героя (Джоан Беннетт), травмированного футболиста (Пол Дуглас), военная комедия с участием Дина Мартина и Джерри Льюиса «Марионетки» (1952), где он сыграл лейтенанта, романтическая комедия Дугласа Сирка «Нет места для жениха» (1952) с участием Тони Кёртиса, где он был богатым бизнесменом, за которого мать хочет выдать свою дочь, главную героиню (Пайпер Лори). Музыкальная комедия Х. Брюса Хамберстоуна «Она учится в колледже» (1952) была римейком фильма «Зверь мужского пола» (1938). Героиня этой картины, исполнительница экзотических танцев в ночном клубе (Вирджиния Мейо), решила поступить в университет, а её право на учёбу отстаивает главный герой, профессор этого университета (Рональд Рейган). Сыграл в этой картине богатого бизнесмена и бывшего студента университета, который когда-то был влюблен в профессора.
Во второй половине 1950-х годов двумя наиболее значимыми фильмами с участием Дефора стали военные картины режиссёра Дугласа Сирка — биографическая драма «Боевой гимн» (1957) о бывшем священнике (Рок Хадсон), который во время Второй мировой войны становится пилотом бомбардировщика, а с началом Корейской войны снова поступает на военную службу, и драма по роману Эриха Мария Ремарка «Время любить и время умирать» (1958) с Джоном Гэвином в главной роли.
Свою последнюю значимую роль в кино сыграл в 1960 году в романтической комедии «Правда жизни» (1960) с участием Боба Хоупа, Люсиль Болл и Рут Хасси.

## Карьера на телевидении
В период с 1950 по 1987 год сыграл разовые роли более чем в 40 популярных телесериалах, среди них «Театр научной фантастики» (1955), «Альфред Хичкок представляет» (1961), «Три моих сына» (1969), «Модный отряд» (1969), «Виргинец» (1970), «Мэнникс» (1970), «Остров фантазий» (1978) и «Она написала убийство» (1986).
Наибольшего успеха добился на телевидении благодаря постоянным ролям в хитовых телесериалах «Приключения Оззи и Харриет» (1952—1957, 96 эпизодов) и «Хэйзел» (1961—1965, 125 эпизодов).
С 1952 по 1957 год в ситкоме «Приключения Оззи и Харриет» (1952) играл доброго соседа семьи Нельсонов, весёлого и дружелюбного «Торни» Торнберри, «эта роль далась ему легко, так как в реальной жизни он во многом напоминал своего персонажа». За роль в этом телесериале в 1955 году был номинирован на Праймтайм Эмми как лучший актёр второго плана.
Свою самую известную роль сыграл в популярном ситкоме «Хэйзел» (1961—1965). Он предстал в образе авторитетного адвоката и главы семейства Джорджа Бакстера («Мистера Би»), у которого работает главная героиня сериала — энергичная доработница Хэйзел Бёрк (Ширли Бут).

## Актёрское амплуа
Начал серьёзно работать в кино с 1941 года, «иногда он играл главные роли в фильмах категории В, но значительно чаще играл добродушных приятелей героя или симпатичных, но доверчивых персонажей, которых герой должен выручать из беды». «Характерный актёр», «обычно играл улыбчивого и доверчивого хорошего друга в двух десятках фильмов в паре с ведущими звёздами, такими, как Рональд Рейган, Джон Уэйн, Спенсер Трейси, Вэн Джонсон, Джерри Льюис, Дин Мартин, Граучо Маркс, Дорис Дэй, Микки Руни, Рок Хадсон, Боб Хоуп и Люсиль Болл».

## Общественная и прочая деятельность
С 1948 года жил в Брентвуде, который в то время был фермерским пригородом Лос-Анджелеса. Принимал активное участие в общественной жизни Брентвуда и даже был избран его почётным мэром.
В 1954—1955 годах был президентом Академии телевизионных искусств и наук. Он сыграл ключевую роль в организации трансляции церемонии вручения премий Эмми на национальном телевидении, которая впервые состоялась в марте 1955 года.
В 1957—1962 годах с семьёй владел рестораном поблизости от Диснейленда в Анахайме.
В 1965 году совместно с дочерью Пенни написал книгу «Со всей моей любовью», рассказывающую о работе Пенни в корейском сиротском приюте. Позднее выпустил мемуары «Голливуд — Дефор и после».
Друг президента Рональда Рейгана, Дефор был назначен в Президентский консультационный совет Корпуса мира и был делегатом национального съезда Республиканской партии, который выдвинул Рейгана на кандидатом на пост президента США.
Был также членом консультационного совета Департамента реабилитации штата Калифорния, он также был членом совета Гильдии актёров и масоном 33-й степени.

## Личная жизнь
В 1942 году женился на певице Мэрион Холмс, и с 1948 года они жили в сельском доме в Брентвуде, который в то время был фермерской коммуной недалеко от Лос-Анджелеса.
В браке, который продлился вплоть до смерти актёра в 1993 году, родилось два сына и три дочери. На момент смерти у Дефора было двенадцать внуков.

## Смерть
Умер 22 декабря 1993 года от сердечного приступа в больнице Санта-Моники.

## Фильмография
- 1936 — Воссоединение / Reunion (эпизодическая роль, в титрах не указан)
- 1937 — Кид Галахад / Kid Galahad — зритель у ринга (в титрах не указан)
- 1937 — Подводная лодка D1 / Submarine D-1 — моряк (в титрах не указан)
- 1938 — Первый курс / Freshman Year — старшеклассник (в титрах не указан)
- 1938 — Брат крыса / Brother Rat — бейсбольный кэтчер (в титрах не указан)
- 1941 — Мы движемся быстро / We Go Fast — Херман Хафф (в титрах Don DeForest)
- 1942 — Прямо к сердцу / Right to the Heart — Томми Сэндс
- 1942 — Зверь мужского пола / The Male Animal — Уолли Майерс
- 1942 — Крылья сокола / Wings for the Eagle — Гил Борден
- 1942 — Люди неба / Men of the Sky (короткометражка) — кадет Дик Мэтьз
- 1943 — Парень по имени Джо / A Guy Named Joe — Джеймс Джей Рурк
- 1944 — Тридцать секунд над Токио / Thirty Seconds Over Tokyo — лейтенант Чарльз МакКлюр
- 1945 — Интриги Сьюзен / The Affairs of Susan — Майк Уорд
- 1945 — Ты пришёл / You Came Along — капитан У. Андерс
- 1945 — Клуб «Аист» / The Stork Club — сержант Дэнни Уилтон
- 1946 — Безоговорочно / Without Reservations — Динк
- 1947 — Шомпол / Ramrod — Билл Шелл
- 1947 — Это случилось на Пятой авеню / It Happened on Fifth Avenue — Джим Баллок
- 1948 — Роман в открытом море / Romance on the High Seas — Майкл Кент
- 1948 — Одним воскресным днём / One Sunday Afternoon — Хьюго Барнстед
- 1949 — Слишком поздно для слёз / Too Late for Tears — Дон Блейк
- 1949 — Моя подруга Ирма / My Friend Irma — Ричард Райнлендер
- 1950 — Тёмный город / Dark City — Артур Уинант
- 1950 — Саутсайд 1-1000 / Southside 1-1000 — Джон Риггс / Ник Старнс
- 1950 — Серебряный театр / The Silver Theatre (телесериал, 2 эпизода)
- 1950 — Время Голливудского театра / Hollywood Theatre Time (телесериал, 1 эпизод)
- 1950—1951 — Театр «Бигелоу» / The Bigelow Theatre (телесериал, 4 эпизода)
- 1951 — Парень, который вернулся / The Guy Who Came Back — Гордон Таун
- 1952 — Девушка в каждом порту / A Girl in Every Port — Берт Сэджвик
- 1952 — И теперь завтра / And Now Tomorrow
- 1952 — Марионетки / Jumping Jacks — лейтенант Келси
- 1952 — Для жениха нет места / No Room for the Groom — Херман Струпл
- 1952 — Она учится в колледже / She’s Working Her Way Through College — Шеп Слейд
- 1952—1955 — Театр звезд «Шлитц» / Schlitz Playhouse of Stars (телесериал, 2 эпизода)
- 1952—1957 — Приключения Оззи и Харриет / The Adventures of Ozzie & Harriet (телесериал, 96 эпизодов)
- 1953 — Голливудская премьера / Hollywood Opening Night (телесериал, 1 эпизод)
- 1953—1956 — Видеотеатр «Люкс» / Lux Video Theatre (телесериал, 3 эпизода)
- 1954 — Телевизионный театр «Гудйир» / Goodyear Television Playhouse (телесериал, 1 эпизод)
- 1955 — Театр научной фантастики / Science Fiction Theatre (телесериал, 1 эпизод)
- 1955 — Театр комедии Эдди Кантора / The Eddie Cantor Comedy Theater (телесериал, 1 эпизод)
- 1956 — Перекрёсток / Crossroads (телесериал, 1 эпизод)
- 1957 — Боевой гимн / Battle Hymn — капитан Дэн Скидмор
- 1957 — Телевизионный театр «Форд» / The Ford Television Theatre (телесериал, 1 эпизод)
- 1958 — Время любить и время умирать / A Time to Love and a Time to Die — Херман Беттикер
- 1958 — Первая студия / Studio One (телесериал, 1 эпизод)
- 1959 — Филадельфийская история / The Philadelphia Story (телефильм) — Джордж Киттеридж
- 1959 — Театр «Дженерал Электрик» / General Electric Theater (телесериал, 1 эпизод)
- 1960 — Правда жизни / The Facts of Life — Джек Уивер
- 1960 — Письмо к Лоретте / Letter to Loretta (телесериал, 1 эпизод)
- 1960 — Лучшее из «Пост» / The Best of the Post (телесериал, 1 эпизод)
- 1961 — Папа О / Daddy-O (телефильм) — Джон Казэн, или Папа О
- 1961—1965 — Хэйзел / Hazel (телесериал, 125 эпизодов)
- 1961 — Альфред Хичкок представляет / Alfred Hitchcock Presents (телесериал, 1 эпизод)
- 1968 — Удар, пас и молитва / A Punt, a Pass, and a Prayer (телефильм) — Бейкер
- 1969 — Три моих сына / My Three Sons (телесериал, 1 эпизод)
- 1969 — Модный отряд / The Mod Squad (телесериал, 1 эпизод)
- 1970 — Виргинец / The Virginian (телесериал, 1 эпизод)
- 1970 — Мэнникс / Mannix (телесериал, 1 эпизод)
- 1975 — Доктор Маркус Уэлби / Marcus Welby, M.D. (телесериал, 1 эпизод)
- 1976 — Эллери Куин / Ellery Queen (телесериал, 1 эпизод)
- 1976 — Мобильная группа Один / Mobile One (телесериал, 1 эпизод)
- 1978 — Чёрная красавица / Black Beauty (мини-сериал)
- 1978 — Остров фантазий / Fantasy Island (телесериал, 1 эпизод)
- 1978 — Лодка любви / The Love Boat (телесериал, 1 эпизод)
- 1978 — Вегас / Vega$ (телесериал, 1 эпизод)
- 1983 — Мэтт Хьюстон / Matt Houston (телесериал, 1 эпизод)
- 1984 — Редкая порода / Rare Breed — Фрэнк Нельсон
- 1986 — Она написала убийство / Murder, She Wrote (телесериал, 1 эпизод)
- 1987 — Сент-Элсвер / St. Elsewhere (телесериал, 1 эпизод)